# لو مونتييه (أين)
لو مونتييه (بالفرنسية: Le Montellier)‏ هي بلدية فرنسية تقع في إقليم الأين في فرنسا. رمز إنسي لها هو:1260. أما الرمز البريدي لها فهو: 1800.